# رأس الفرطاس
رأس الفرطاس هو أحد الرؤوس على الساحل الشرقي للبلاد التونسية، ويقع بشمال غربي ولاية نابل، قرب بلدة مرسى الأمراء.